# Оробей, Анатолий Михайлович
Анатолий Михайлович Оробей (21 ноября 1933, Белово, ныне Алтайский край  — 8 марта 2015) — советский и российский работник здравоохранения, медик, главный врач Новосибирского областного диагностического центра, заслуженный врач России.

## Биография
Родился 21 ноября 1933 года в селе Белово современного Алтайского края. Выпускник Омского военно-медицинского училища имени Щорса. После службы в воздушно-десантных войсках (1955—1960) окончил Новосибирский государственный медицинский институт (1967). Был сотрудником больницы № 11 (цеховой врач, заведующий терапевтическим отделением, заместитель главного врача).
С 1975 года — заместитель начальника отдела здравоохранения Новосибирского горисполкома, с 1984 — заведующий отделом. При нем было построено, введено и реконструировано около 120 организаций здравоохранения, начали действовать аллергологическая, реанимационная, эндоскопическая, цитологическая, неонатологическая, ревматологическая, кардиологическая и анестезиологическая службы.
В 1988 года был утверждён главным врачом Новосибирского областного диагностического центра.
Многократно избирался в Новосибирский городской совет и Заельцовский районный совет депутатов трудящихся. Автор 40 публикаций.
Умер 8 марта 2015 года. Похоронен в Новосибирском районе на Кудряшовском кладбище.

## Награды
Орден Трудового Красного Знамени, четыре медали.